# منطقه هوایی کالگاری/اوکوتوکس
منطقه هوایی کالگاری/اوکوتوکس (به انگلیسی: Calgary/Okotoks (Rowland Field) Aerodrome) یک فرودگاه خصوصی است که یک باند فرود چمن دارد و طول باند آن ۶۱۰ متر است. این فرودگاه در کشور کانادا قرار دارد و در ارتفاع ۱۱۵۸ متری از سطح دریا واقع شده‌است.